# Parabiobessa ugandae
Parabiobessa ugandae är en skalbaggsart som beskrevs av Stefan von Breuning 1936. Parabiobessa ugandae ingår i släktet Parabiobessa och familjen långhorningar. Inga underarter finns listade i Catalogue of Life.